# Tramita Mária
Tramita Mária (Bánhida, 1935. szeptember 3. – 2014. november 20.) magyar válogatott kézilabdázó.

## Életútja
Dorogon nőtt fel és a Dorogi AC-nál kezdte sportpályafutását. A dorogi Petőfi Sándor általános iskola növendéke volt, majd az érettségit követően mérlegképes könyvelői végzettséget szerzett. Dolgozott a Budapesti Postaigazgatóságon és az Autokernél. A Bp. Postás kézilabda csapatának játékosaként lett élvonalbeli sportoló és került a magyar válogatottba. A Német Szövetségi Köztársaságban rendezett nagypályás női kézilabda-világbajnokságon a bronzérmet nyert magyar csapat tagja volt 1956-ban. Jelenleg Budapesten él. Tagja a Dorogról Elszármazottak Klubjának, és annak Dorogon rendezett éves rendezvényeinek rendszeres résztvevője.